# Rip City Remix
De Rip City Remix is een Amerikaanse basketbalclub opgericht in 2023 uit North Portland die uitkomt in de NBA G League. De club is in handen van de Portland Trail Blazers.

## Geschiedenis
In april 2023 maakte de Portland Trail Blazers bekende dat ze een opleidingsploeg startte in de NBA G League. Jim Moran werd aangeduid als eerste hoofdcoach. In juni 2023 kozen ze 14 spelers in de NBA G League expansion draft. Moran verliet de ploeg na een seizoen. De Spanjaard Sergi Oliva werd de nieuwe hoofdcoach voor het seizoen 2024/25.

## Resultaten
| Seizoen | Wins | Verlies | Play-offs | Coach       |
| ------- | ---- | ------- | --------- | ----------- |
| 2023/24 | 18   | 16      |           | Jim Moran   |
| 2024/25 |      |         |           | Sergi Oliva |

## Bekende (oud-)spelers
- Sidy Cissoko
- Tyrell Roberts
- Nick Muszynski